# Rock'n'Roll Highschool
Rock'n'Roll Highschool är den svenska musikgruppen Teddybears STHLM:s tredje studioalbum, utgivet 2000.
Albumet blev etta på den svenska albumlistan och tilldelades en Grammis för årets album , med motiveringen "förutom en härlig smältdegel av all ny musik lyckas Teddybears med att yxa till flera feta hits". Teddybears STHLM fick dessutom pris som årets pop/rock-grupp. Skivan rankades av Sonic Magazine i juni 2013 som det 79:e bästa svenska albumet någonsin.
"Rock 'n' Roll Highschool" och "Yours to Keep" utgavs som singlar. Låten "Punkrocker" spelades samma år även in av Joakim Åhlunds andra band Caesars Palace samt av Thomas Rusiak med Teddybears under titeln "Hiphopper".

## Låtlista
1. "Teddybears Live 'n' Direct" - 1:43
2. "Rock 'n' Roll Highschool" (med Thomas Rusiak) - 3:43
3. "Ahead of My Time" (med Daddy Boastin') - 3:57
4. "Move Over" - 3:45
5. "Punkrocker" - 4:51
6. "Start at 11" (med Eagle-Eye Cherry) - 3:24
7. "Skit 1" - 0:35
8. "Automatic Lover" - 3:16
9. "Tigerman" - 3:36
10. "Yours to Keep" (med Paola) - 3:13
11. "Skit 2" - 1:00
12. "Throw Your Hands Up" (med Elephant Man och Harry Toddler från Scaredem Crew) - 3:08
13. "Digital Cowboy" - 3:30

## Listplaceringar
| Lista (2000-2001) | Topplacering |
| ----------------- | ------------ |
| Sverige           | 1            |